# 大山政雄
大山 政雄 （おおやま まさお）は、日本の会計学者。横浜国立大学名誉教授。中央大学商学部教授、横浜国立大学経営学部長、東京経営短期大学学長、新潟経営大学副学長などを歴任した。

## 人物・経歴
東京出身。1943年中央大学経済学部卒業。1948年中央大学商学部講師。中央大学商学部助教授、中央大学商学部教授、横浜国立大学経営学部教授を経て、1977年横浜国立大学経営学部長。1983年に定年退官後、横浜国立大学名誉教授、横浜商科大学教授、東京経営短期大学学長、新潟経営大学副学長などを歴任。1996年勲三等瑞宝章受章。

## 著書
- 『簿記組織論』創洋社 1952年
- 『商業簿記のつけ方』金園社 1956年
- 『簿記論 . 簿記演習』（田島四郎と共著）税務経理協会 1959年
- 『簿記演習』税務経理協会 1960年
- 『簿記』中央経済社 1962年
- 『商業簿記の学び方』（浅野広三郎, 椿導夫と共著）中央経済社 1964年
- 『商業簿記の学び方　新版』（浅野広三郎と共著）中央経済社 1968年
- 『コンピュータ会計情報』（品田誠平, 木村一嘉と共著）中央経済社 1968年
- 『会計情報システム論』同文館出版 1983年